# Podoprion addyi
Podoprion addyi is een vlokreeftensoort uit de familie van de Podoprionidae. De wetenschappelijke naam van de soort is voor het eerst geldig gepubliceerd in 2005 door Horton.